# 앤서니 러팔리아
앤서니 러팔리아(Anthony LaPaglia, 1959년 1월 31일 ~ )는 오스트레일리아의 배우이다.

## 출연 작품
- 뉴욕의 가을 - 존 역
- 엠파이어 레코드
- 집행자
- 아이히만 쇼 - 레오 허위츠 역
- 홀딩 더 맨
- 디스 이즌트 퍼니 - 마이크 역
- 어 먼스 오브 선데이스 - 프랭크 몰러드 역
- 톰보이리벤저 - 존 역
- 애나벨: 인형의 주인 - 사무엘 멀린스 역
- 빌로우